# Micrurapteryx sophorella
Micrurapteryx sophorella är en fjärilsart som beskrevs av Kuznetzov 1979. Micrurapteryx sophorella ingår i släktet Micrurapteryx och familjen styltmalar.
Artens utbredningsområde är:
- Kazakstan.
- Azerbajdzjan.
- Uzbekistan.

Inga underarter finns listade i Catalogue of Life.